# Belcodène
Belcodène é uma comuna francesa na região administrativa da Provença-Alpes-Costa Azul, no departamento de Bouches-du-Rhône. Estende-se por uma área de 12,97 km². Em 2010 a comuna tinha 1 954 habitantes (densidade: 150,7 hab./km²).